# Orchis adenocheila
Orchis adenocheila är en orkidéart som beskrevs av Ekaterina Georgiewna Czerniakowska. Orchis adenocheila ingår i släktet nycklar, och familjen orkidéer. Inga underarter finns listade i Catalogue of Life.
f